# 김차형
김차형은 김일성의 태조부(7대조)이다.